# Johan Wetterbergh
Anders Johan Wetterbergh, född 26 februari 1769 i Ask, Malmöhus län, död 31 oktober 1840 på sin gård Domnberg i Habo, Skaraborgs län, var ett svenskt hovrättsråd, författare och målare.  
Han var son till löjtnanten Johan Wetterbergh och Anna Dorothea Wepperling och från 1810 gift med Anna Charlotta von Strokirch samt far till Julius Alexis Wetterbergh och utom äktenskapet till Carl Anton Wetterbergh. Efter studier i Lund 1789–1791 blev Wetterbergh assessor vid Göta hovrätt 1812 där han var hovrättsråd 1829–1835. Vid sidan av sitt arbete var han kulturellt verksam och tilldelades ett litterärt pris från Svenska akademien. Som målare utförde han en rad porträtt. Han publicerades även under pseudonymen Johan Johansson, smålänning och var under en period redaktör och ansvarig utgivare av Jönköping Allehanda.